# Bluebird (альбом Доун Лэндис)
Bluebird — четвертый студийный альбом американской певицы Доун Лэндис, выпущенный Western Vinyl 18 февраля 2014 года.

## История
Когда Доун Лэндис выпустила альбом Sweet Heart Rodeo в 2010 году, она была замужем за певцом и автором песен Джошем Риттером. В 2011 году этот брак, продлившийся 18 месяцев, распался. Его рассказ появился на альбоме Beast in Its Tracks и в интервью прессе. Лэндес хранила молчание и продолжала работать инженером и исполнителем. Bluebird — это её разводная пластинка. Это набор из десяти песен, созданный с характерным для Лэндис мелодическим и лирическим чутьём. Он был спродюсирован совместно с Томасом Бартлеттом (он же Doveman), который также играет на фортепиано и клавишных. Роб Мус играет на гитаре и струнных, а Тони Шерр и Кэтрин Поппер чередуются на басу. Альбом длится чуть больше 30 минут, он пропитан воздушной американой, которая позволяет пронзительности его песен звучать естественно. Здесь нет ничего тяжеловесного. Мелодия и темп заглавной композиции весёлые, но лирическая метафора значительно контрастирует. Песня «Try to Make a Fire Burn Again» — прямая. Её лёгкие переборы пальцев, шепчущие клавишные и сдержанный бас рисуют вокруг стихотворения, нацеленного на шпильку: «Не думай, что я пойму… Не хочешь любить меня заново… Не хочешь видеть меня, плохо обращаться со мной/Попробуй заставить огонь гореть снова». Следующий трек, «Bloodhound», — это среднетемповый блюграсс, облачённый в остроумную, острую на язык злость. «Heel Toe» — это электрический вальс в стиле кантри об осторожном движении вперёд, балансирующем между желанием, уязвимостью и открытостью. «Cry No More», один из двух треков с гармоничным вокалом Норы Джонс и фортепиано, демонстрирует решимость, уравновешенную свистящей мимо кладбища надеждой на то, что, когда Ландес поёт, её слова становятся физическим проявлением её решения. В песне «Love Song» фортепиано Джонса подчёркивает гитары, когда Лэндис поёт: «…Я не могу рассчитывать ни на что, кроме дня и ночи/Я хочу написать тебе песню о любви своей жизнью…». Слова капают из её уст, чистые как вода, без лишних слогов. Гармония Джонса подчёркивает, что правда прозрачна: она не говорит, а показывает. В песне «Home» Ландес и Бартлетт исполняют вальс, обрамляющий текст, выражающий глубокое одиночество. В пустой комнате певица молится о том, чтобы преодолеть свою боль, оставаясь при этом в её присутствии.

## Отзывы
| Совокупная оценка    | Совокупная оценка |
| Источник             | Оценка            |
| -------------------- | ----------------- |
| Metacritic           | 75/100            |
| Оценки критиков      |                   |
| Источник             | Оценка            |
| AllMusic             | [ 1 ]             |
| Blurt                | [ 4 ]             |
| The Line of Best Fit | 7/10              |
| NME                  | [ 6 ]             |
| The Skinny           | [ 7 ]             |

Альбом получил положительные отзывы музыкальных критиков и интернет-изданий. На сайте Metacritic, который присваивает средневзвешенную оценку из 100 баллов рецензиям основных изданий, этот релиз получил средний балл 75, основанный на 7 рецензиях.
Том Юрек из AllMusic отметил, что «Bluebird создана после развода и это — это интимный набор песен с характерным для Лэндис мелодическим и лирическим чутьём. Альбом пропитан воздушной американой, которая позволяет пронзительности его песен звучать естественно. Учитывая, что это откровенный рассказ о событии, изменившем её жизнь, она исполняет эти хорошо продуманные песни с достоинством, без излишеств и самоуничижения. Bluebird показывает процесс исцеления Лэндис в эмоционально сырых, деликатно написанных песнях».

## Список композиций
Слова и музыка всех песен — Dawn Landes.
| №   | Название                        | Длительность |
| --- | ------------------------------- | ------------ |
| 1.  | «Bluebird»                      | 3:51         |
| 2.  | «Try to Make a Fire Burn Again» | 3:02         |
| 3.  | «Bloodhound»                    | 3:08         |
| 4.  | «Heel Toe»                      | 3:32         |
| 5.  | «Cry No More»                   | 3:33         |
| 6.  | «Oh Brother»                    | 2:57         |
| 7.  | «Diamond Rivers»                | 2:28         |
| 8.  | «Love Song»                     | 4:15         |
| 9.  | «Lullaby for Tony»              | 3:43         |
| 10. | «Home»                          | 2:56         |